# رائول کریستین
رائول کریستین (انگلیسی: Raul Cristian؛ زاده ۱۸ اکتبر ۱۹۷۳) یک بازیگر پورنوگرافی است.